# NGC 5658
NGC 5658 је појединачна звезда у сазвежђу Девица која се налази на NGC листи објеката дубоког неба.
Деклинација објекта је - 0° 21' 59" а ректасцензија 14h 31m 55,2s. Привидна величина (магнитуда) објекта NGC 5658 износи 13,4.